# Macracanthorhynchus ingens
Macracanthorhynchus ingens är en hakmaskart som först beskrevs av Otto Friedrich Bernhard von Linstow 1879.  Macracanthorhynchus ingens ingår i släktet Macracanthorhynchus och familjen Oligacanthorhynchidae. Inga underarter finns listade i Catalogue of Life.